# Dialytes striatulus
Dialytes striatulus är en skalbaggsart som beskrevs av Thomas Say 1825. Dialytes striatulus ingår i släktet Dialytes och familjen Aphodiidae. Inga underarter finns listade i Catalogue of Life.